# نيشان الاستحقاق لبرلين
نيشان الاستحقاق لبرلين (بالألمانية: Verdienstorden des Landes Berlin)‏ هو أعلى جائزة من دولة الألمانية في برلين. يمنح النيشان باسم مجلس الشيوخ لبرلين، الذي يُعترف بمساهماته البارزة في ولاية برلين. أنشئ هذا الوسام في 21 يوليو 1987. وأصبح يُمنح سنوياً في 1 أكتوبر في الذكرى السنوية لدستور برلين ويقتصر الوسام على 400 مستلم على قيد الحياة. مُنح الأمر بتقليد الوسام 431 مرة منها 152 مرة لنساء و 279 للرجال، وذلك حتى العام 2016.

## تصميم النيشان
يُمنح نيشان الاستحقاق لبرلين في فئة واحدة. شارة النيشان هي صليب مالطي مطلي بالمينا البيضاء وحدوده حمراء اللون، يتوسط الصليب رسم لشعار النبالة الذهبي لبرلين محاطًا بإكليل من الذهب. يقلد حول العنق على شريط أبيض بحواف حمراء. 

## أبرز المقلدين
- فرانزيسكا فان ألمسيك (Franziska van Almsick) حصلت عليه عام 2003.
- ستيفان ارندت حصل عليه عام 2005.
- فلاديمير اشكنازي حصل عليه عام 1997.
- سيران أطيش حصلت عليه عام 2008.
- هاني عازر حصل عليه عام 2006.
- ماريانه بورتلر حصلت عليه عام 2011.
- إبرهارد ديبجين Eberhard Diepgen حصل عليه عام 2007.
- بول فان ديك حصل عليه عام 2006.
- رودي فير حصل عليه عام 1990.
- كلاوس وإيفا هيرليتس حصلا عليه عام 2011.
- إنجي كيلر Inge Keller حصلت عليه عام 2006.
- دون جاكسون حصل عليه عام 2008.
- لينا شونبورن حصلت عليه عام 2008.
- جودي فينتر حصلت عليه عام 2005.
- جيني وولف Jenny Wolf حصل عليه عام 2008.
- والتر هـ. ييتس الابن Walter H. Yates Jr. حصل عليه عام 1994.
- هاينز دور حصل عليه عام 2002.